# Gyōda

Gyōda (行田市 Gyōda-shi?) este un municipiu din Japonia, prefectura Saitama.